# Ambulyx suluensis
Ambulyx suluensis là một loài bướm đêm thuộc họ Sphingidae. Loài này có ở Philippines.